# Яремчук Володимир Андрійович
Володимир Андрійович Яремчу́к (нар. 22 листопада 1939, село Соснівка Ляховецького району Кам'янець-Подільської області, нині Білогірського району Хмельницької області — пом. 14 березня 2014, Київ) — почесний громадянин Кам'янець-Подільського району. Упродовж 18 років (1980–1998) працював у Кам'янець-Подільському районі на найвищих керівних посадах. Батько художника Ігоря Яремчука.

## Біографія
Закінчив Кам'янець-Подільський сільськогосподарський інститут (нині Подільський державний аграрно-технічний університет), де здобув фах ученого зоотехніка. Закінчивши Вищу партійну школу при ЦК КПУ, від липня 1970 року працював за направленням у Кам'янець-Подільському районі: спочатку завідувачем відділу організаційної роботи, потім другим секретарем райкому КПУ. У 1980–1998 роках — голова районного виконавчого комітету, представник Президента України, голова районної державної адміністрації, голова районної ради.
Від 2001 року був членом партії Всеукраїнське об'єднання «Батьківщина». Був членом політради цієї партії, першим заступником керівника департаменту кадрів, документообігу та управління громадськими приймальнями, керівником відділу кадрів і багаторічним куратором Чернівецької обласної партійної організації ВО «Батьківщина».
2012 року на виборах до Верховної Ради України був включений до виборчого списку політичної партії Всеукраїнське об'єднання «Батьківщина» під № 192 .
Помер 14 березня 2014 року. Поховано на Байковому кладовищі в Києві.